# Santa Rita el Vergel
Santa Rita el Vergel är en ort i Mexiko.   Den ligger i kommunen La Independencia och delstaten Chiapas, i den sydöstra delen av landet, 900 km öster om huvudstaden Mexico City. Santa Rita el Vergel ligger 1 173 meter över havet och antalet invånare är 738.
Terrängen runt Santa Rita el Vergel är huvudsakligen kuperad, men västerut är den platt. Runt Santa Rita el Vergel är det ganska glesbefolkat, med 47 invånare per kvadratkilometer. Närmaste större samhälle är San Isidro el Zapotal, 16,1 km sydost om Santa Rita el Vergel. I omgivningarna runt Santa Rita el Vergel växer i huvudsak städsegrön lövskog.